# Kanton Quickborn
Der Kanton Quickborn (auch Canton Quickborn) war eine Verwaltungseinheit im Königreich Westphalen. Er wurde 1810 nach der Einverleibung des Kurfürstentums Braunschweig-Lüneburg in das Königreich Westphalen gebildet und dem Distrikt Salzwedel im Departement der Nieder-Elbe zugewiesen. Schon im März 1811 wurde das Departement der Nieder-Elbe aufgelöst und kam größtenteils an die neu geschaffenen französischen hanseatischen Departements. Der Distrikt Salzwedel wurde (wieder) an das Departement der Elbe angeschlossen. Kantonshauptort (chef lieu) des Kantons Quickborn war Quickborn, Ortsteil der Gemeinde Gusborn im Landkreis Lüchow-Dannenberg (Niedersachsen). Nach Auflösung des Königreichs Westphalens im Oktober/November 1813 wurden die Kantone wieder aufgelöst und die vorherige Verwaltungsgliederung wiederhergestellt.

## Geschichte
Mit Decret vom 18. August 1807 rief Kaiser Napoleon das Königreich Westphalen ins Leben. Der erste und einzige König Hieronymus Napoleon (Jérôme Bonaparte), Bruder Napoleons, erhielt aber erst am 1. Dezember 1807 die volle Souveränität über sein Königreich. Preußen musste 1807 im Frieden von Tilsit neben anderen Landesteilen auch die Altmark und das Herzogtum Magdeburg abtreten, die dem neuen Königreich zugeschlagen wurden. Aus diesen Gebieten wurde das Departement der Elbe gebildet, das sich in vier Distrikte (Magdeburg, Neuhaldensleben, Stendal und Salzwedel) gliederte.
1810 annektierte das Königreich Westphalen das bisherige Kurfürstentum Braunschweig-Lüneburg. Aus diesen Gebieten wurde drei neue Departements gebildet, das Departement der Nieder-Elbe, das Nord-Departement (später Departement der Elbe- und Weser-Mündung genannt) und das Departement der Aller. Der Distrikt Salzwedel des Departements der Elbe wurde aufgelöst und im Departement der Nieder-Elbe ein neuer Distrikt Salzwedel gebildet. Im Norden wurden die Kantone Bretsch und Pollitz abgetrennt und an den Distrikt Stendal angeschlossen. Im Süden wurden die Kantone Mieste, Gardelegen (Stadt), Gardelegen (Land) und Zichtau an den Distrikt Neuhaldensleben angeschlossen. Dafür erhielt der neue Distrikt Salzwedel vier neu aus Gebieten des Kurfürstentum Lüneburg gebildete Kantone, Quickborn, Lüchow, Gartow und Wustrow.
Der Kanton Quickborn wurde aus dem aus Teilen der Ämter Gümse,  Dannenberg und Hitzacker gebildet, wobei 1808 das Amt Günse schon mit dem Amt Dannenberg vereinigt war. Nach der Division territoriale relative aux trois départements formés des anciennes provinces hanovriennes ..., das dem Königlichen Dekret vom 15. Juli 1810 beigeheftet war, bestand der Kanton Quickborn aus folgenden Städten, Dörfern und Gehöften (ursprüngliche Schreibweise, wenn abweichend von der heutigen Schreibweise, in kursiv):
- Quickborn, Dorf, Kantonshauptort (chef-lieu) mit Seybruch, Forsthaus
- Penkefitz, Dorf mit Jasebeck, Dorf
- Damnatz (Dumnatz), Dorf mit Barnitz, Dorf und Landsatz, Dorf
- Kacherien (Cacherin), Dorf mit Brandleben, Dorf, Kaltenhof (Claase), Kossätensiedlung, Wulfsahl, Weiler und Langendorf (Langendorff), Dorf
- Breese in der Marsch (Breese in der Masch), Dorf, Sipnitz, Dorf, Gümse, Dorf, Dambeck, Dorf, Seedorf, Dorf und Predöhlsau (Predöhl, bis 1936), Dorf
- Splietau, Dorf mit Nebenstedt, Dorf
- Groß Gusborn (Grossen-Gussborn), Dorf mit Klein Gushorn (Kleinen-Gussborn), Dorf
- Laase, Dorf mit Grippel (Grüppel), Dorf und Pretzetze, Dorf
- Siemen, Dorf, mit Zadrau, Dorf
- Groß Heide (Grossen-Heide), Dorf mit Klein Heide (Klein-Heide), Dorf, Langenhorst, Dorf, Prabstorf, Dorf, Liepe, Dorf, Bückau, Dorf und Soven, Dorf
- Pisselberg, Dorf mit Wussegel, Dorf, Grabau, Dorf und Nienwedel (Niendorff), Dorf

Nach dem Werk Statistisches Repertorium über das Königreich Westphalen von Johann Georg Heinrich Hassel hatte der Kanton Quickborn 1811 eine Fläche von 3,04 Quadratmeilen und zählte 4.483 Einwohner.
Nach dem Hof- und Staats-Handbuch des Königreichs Westphalen von 1811 wurden der Kanton Gartow und der Kanton Quickborn zusammen verwaltet. Maire war Ludwig Heinrich Philipp von Ramdohr. Die Bevölkerungszahl der beiden Kantone wurde mit 10.574 angegeben.
Nach der Niederlage in der Völkerschlacht bei Leipzig im Oktober 1813 löste sich das Königreich Westphalen auf. Das Gebiet kam wieder zum Nachfolgestaat des Kurfürstentum Braunschweig-Lüneburg, das Königreich Hannover. Ab 1814 wurde die vorherige Verwaltungsgliederung wiederhergestellt.